# 항성 진화

질량(Mass)에 따른 별의 수명.

항성 진화(恒星 進化, stellar evolution) 혹은 별의 진화는 항성의 일생에 걸쳐 일어나는 변화 과정을 일컫는 말이다. 항성의 질량에 따라 그 수명은 수 백 만 년에서 수 조 년까지 다양할 것으로 추측되는데, 이는 현재 우주의 나이보다 훨씬 긴 시간이다. 모든 항성은 성운 또는 분자운이라 불리는 가스와 먼지 구름의 중력붕괴를 통해 만들어진다. 수백만 년에 걸쳐 이들 원시별은 점차 안정된 평형 상태에 도달하는데, 이때 주계열성이라 불리는 상태에 이르게 된다.
항성은 생애 대부분 동안 핵융합을 통해 에너지를 생성한다. 주계열성 단계에서는 중심핵에서 수소 원자의 융합 반응이 일어나고, 그로부터 에너지가 발생한다. 시간이 지나 중심핵의 대부분이 헬륨으로 변하게 되면, 태양과 유사한 항성은 중심핵이 아닌 그 주변부의 구형 껍질에서 수소핵융합을 계속하게 된다. 이로 인해 항성의 부피는 점점 커지며, 준거성 단계를 거쳐 적색거성 단계에 도달하게 한다. 태양 질량의 절반 이상을 지닌 항성은 중심핵에서 헬륨 융합을 통해 에너지를 생성할 수 있으며, 더 큰 질량을 지닌 항성은 여러 껍질에서 보다 무거운 원소들을 융합시킬 수 있다. 태양과 같은 항성이 핵연료를 모두 소모하게 되면, 중심핵은 밀도가 매우 높은 백색왜성으로 붕괴하고, 외부 층은 행성상성운으로 방출된다. 태양 질량의 약 10배 이상인 항성은 중심에 불활성 철핵이 붕괴하면서 초신성 폭발을 일으킬 수 있으며, 이로 인해 극도로 밀도가 높은 중성자별이나 블랙홀로 변하게 된다. 현재 우주의 나이가 너무 어려 가장 작은 적색왜성조차도 생애의 끝에 도달하지 않았으나, 항성 진화 모델에 따르면 이들은 서서히 밝기와 온도를 높이다가 수소 연료를 모두 소모한 후 저질량 백색왜성이 될 것으로 예측된다.
항성 진화는 단일 항성의 생애를 직접 관찰하는 방식으로 연구되지 않는다. 항성의 수명은 인간의 그것에 비하면 영원에 가까울 정도로 길기 때문에, 인간이 항성을 지켜보면서 변화과정을 관찰하기란 불가능하다. 대신 천체 물리학자들은 우주 공간 항성들의 분포를 통하여 간접적으로 별의 일생을 예측한다. 또한 항성의 내부 구조가 별의 일생에 걸쳐 어떻게 변화하는지를 컴퓨터로 시뮬레이션하여, 항성 진화 연구에 응용하고 있다.

## 탄생

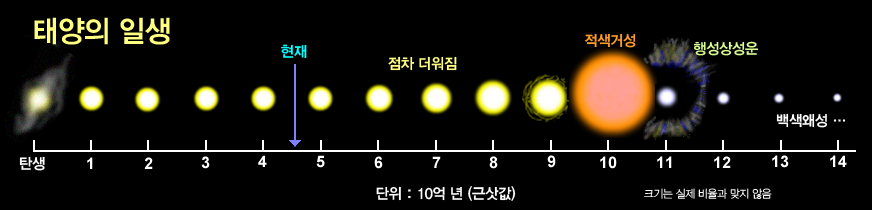
태양의 일생. 태양은 주계열 상태로 약 100억 년을 유지할 수 있다.

### 원시별

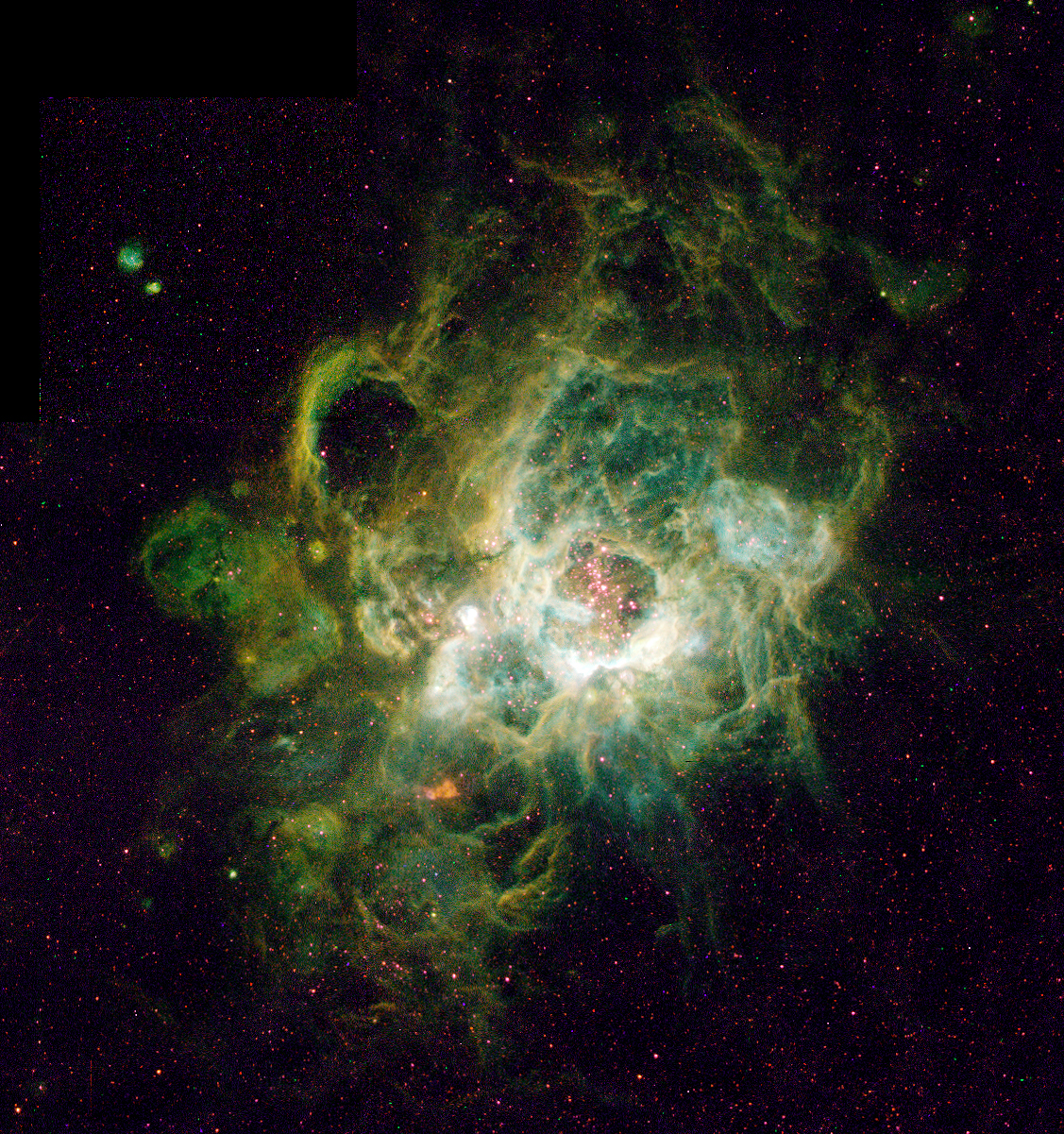
삼각형자리 은하에 있는, 항성이 대량으로 탄생하는 지역인 NGC 604

항성의 진화는 항성 양성소(stellar nursery)라고도 부르는, 거대분자운(GMC) 내부에서 시작된다. 대부분 우주의 빈 공간 밀도는 1세제곱센티미터당 분자 0.1~1개 수준이지만, 거대 분자운의 밀도는 1세제곱센티미터당 수백만 개 가량 된다. 일반적인 거대 분자운은 대략 100광년(9.5×10¹⁴km)의 크기에 최대 600만 태양질량(1.2×10³⁷kg)에 달한다.
분자운이 은하 중심의 주위를 공전하면서, 여러 요인 중 하나로 인해 중력 붕괴 현상이 일어나게 된다. 이러한 분자운이 붕괴함에 따라 점차 더 작은 조각들로 나뉘게 된다. 각각의 조각은 붕괴함에 따라 그 크기가 줄어들게 되고, 동시에 밀도가 증가하며 각 분자가 중심으로 추락하듯 몰려들기 때문에 중력 퍼텐셜 에너지는 열에너지로 전환된다. 이처럼 온도와 압력이 증가함에 따라 초고온의 가스로 이루어진 회전하는 구체, 즉 원시별이 만들어진다.
분자운 내에서는 필라멘트(섬유) 모양의 구조가 매우 보편적으로 나타난다. 밀도가 높은 필라멘트의 경우 국소적 불균질함이 중력의 중심이 되어 이들을 중심으로 결합된 핵(core)이 여럿 만들어지게 되는데, 이는 항성의 전구체가 된다. 이때 가스가 모여드는 속도, 분자운의 기하학적 구조, 자기장 분포 등이 핵 형성 과정에 영향을 준다. 임계 질량을 초과한 필라멘트의 경우, 관측 결과 필라멘트의 내부 폭과 유사한 간격을 두고 거의 주기적으로 밀도 높은 핵들이 형성되어 있는데, 개중에는 가스 유출을 동반한 원시별이 두 개 있는 것이 확인되었다.
분자운끼리 충돌하거나, 은하 나선팔의 밀도 높은 영역을 통과할 수 있다. 근처 초신성 폭발 역시 자신의 잔해를 빠른 속도로 분자운 내로 돌진시켜서, 중력붕괴를 일으키는 원인이 되기도 한다. 은하와 은하끼리의 충돌로 인해 양쪽 은하에 있던 가스 구름끼리 조석력에 의해 응축하고 섞여서 항성이 대량으로 생겨날 수도 있다.
원시별은 분자운으로부터 가스와 먼지를 흡수함으로써 계속 성장하며, 최종 질량에 도달하면 전주계열성으로 전환된다. 이후의 진화 과정은 항성의 질량에 따라 결정된다. 질량은 일반적으로 태양의 질량과 비교되는데, 1.0 M☉ (2.0×1030 kg)는 태양 질량과 동일함을 의미한다. 처음 태어나는 항성들은, 항성의 재료가 되고 남은 분자운 속에 예외없이 깊숙이 감추어져 있다. 종종 이렇게 아기별들을 품은 분자운은 주변 가스가 방출하는 밝은 빛에 대비되어 실루엣 형태로 드러나기도 한다. 이들을 보크 구상체라고 부른다.

원시별은 먼지에 둘러싸여 있어 가시광선으로는 관측이 어렵지만, 적외선 영역에서는 더욱 잘 관측된다. 광역적외선탐사위성(WISE)에서 얻은 관측 자료는 수많은 은하 내 원시별과 그 모성 성단을 밝혀내는 데 있어 특히 중요한 역할을 하였다.

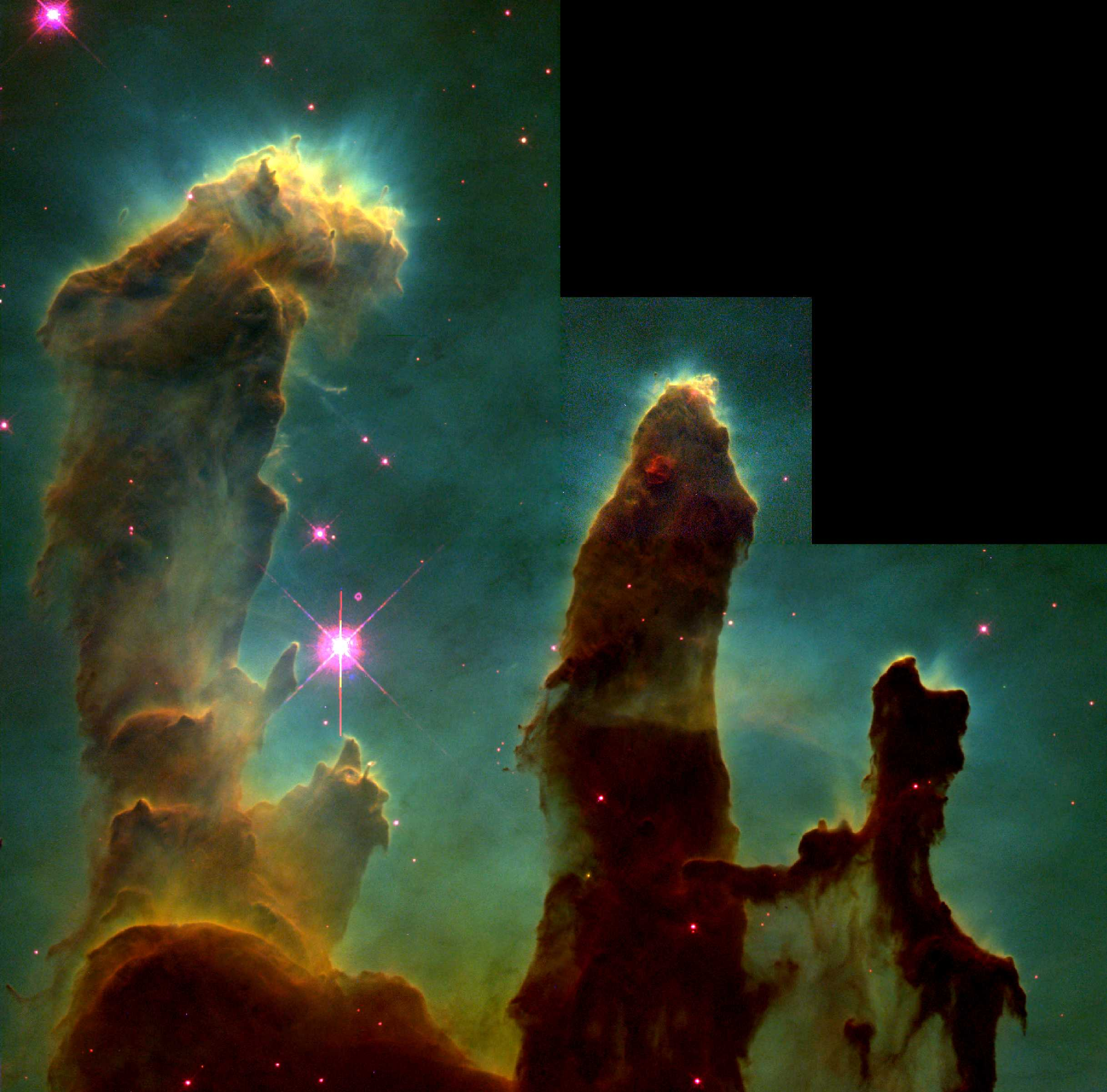
독수리 성운 내 항성들이 태어나는 장소인, '창조의 기둥'으로 명명된 그림. 허블 우주 망원경이 촬영

### 갈색왜성과 별이 되지 못한 천체들
질량이 약 0.08 M☉ (1.6×1029 kg) 이하인 원시별은 중심부 온도가 수소 핵융합을 시작하기에 충분히 높아지지 않기 때문에 주계열성 단계에 도달하지 못한다. 항성과 갈색왜성을 구별하는 경계선은 그 천체의 화학적 조성에 달려 있다. 중원소함량(별을 구성하는 원소 중 수소와 헬륨보다 무거운 원소들의 양)이 높은 천체의 경우 항성이 될 수 있는 질량의 하한선은 낮아진다.
이러한 천체를 갈색왜성(brown dwarf)이라 부른다. 국제천문연맹(IAU)은 갈색왜성을 생애 중 한때라도 중수소융합을 수행할 수 있을 정도로 충분한 질량을 가진 항성으로 정의하고 있는데, 이는 대략 13 목성질량(MJ), 즉 2.5×10²⁸kg 또는 0.0125 M☉에 해당한다. 질량이 13 MJ보다 작은 천체는 아갈색왜성(sub-brown dwarf)으로 분류되며, 만약 이들이 다른 항성을 공전한다면 행성으로 간주된다.
중수소 융합이 가능한 갈색왜성과 그렇지 않은 아갈색왜성 모두 희미하게 빛을 내며, 수억 년에 걸쳐 서서히 냉각되면서 점점 어두워진다. 갈색왜성은 중수소 핵융합을 일으킬 수 있을 정도로 무거운 경우나 또는 그렇지 못한 경우에 상관없이, 희미하게 빛나다가 수 억 년의 시간을 두면서 천천히 식어간다.

### 주계열성
질량이 더 큰 원시항성의 경우, 중심 온도는 결국 1,000만 켈빈에 도달하게 되고, 조건이 충족되어 양성자-양성자 연쇄 반응이 시작된다. 이 반응을 통해 수소는 먼저 중수소로, 이후 헬륨으로 융합된다. 질량이 1 M☉ (2.0×1030 kg)를 약간 넘는 항성에서는 탄소-질소-산소 순환 반응(CNO 순환)이 에너지 생성의 큰 비중을 차지하게 된다. 핵융합의 시작은 비교적 빠르게 항성을 정역학적 평형(hydrostatic equilibrium) 상태로 이끈다. 이 상태에서는 중심에서 방출되는 에너지를 통해 복사압이라고 부르는 가스 압력이 유지되어, 위에서 누르는 항성 물질에 적용하는 중력을 상쇄시키므로 중력붕괴를 막는다. 이로써 항성은 안정된 상태에 도달하며, 본격적인 주계열 단계에 들어선다.

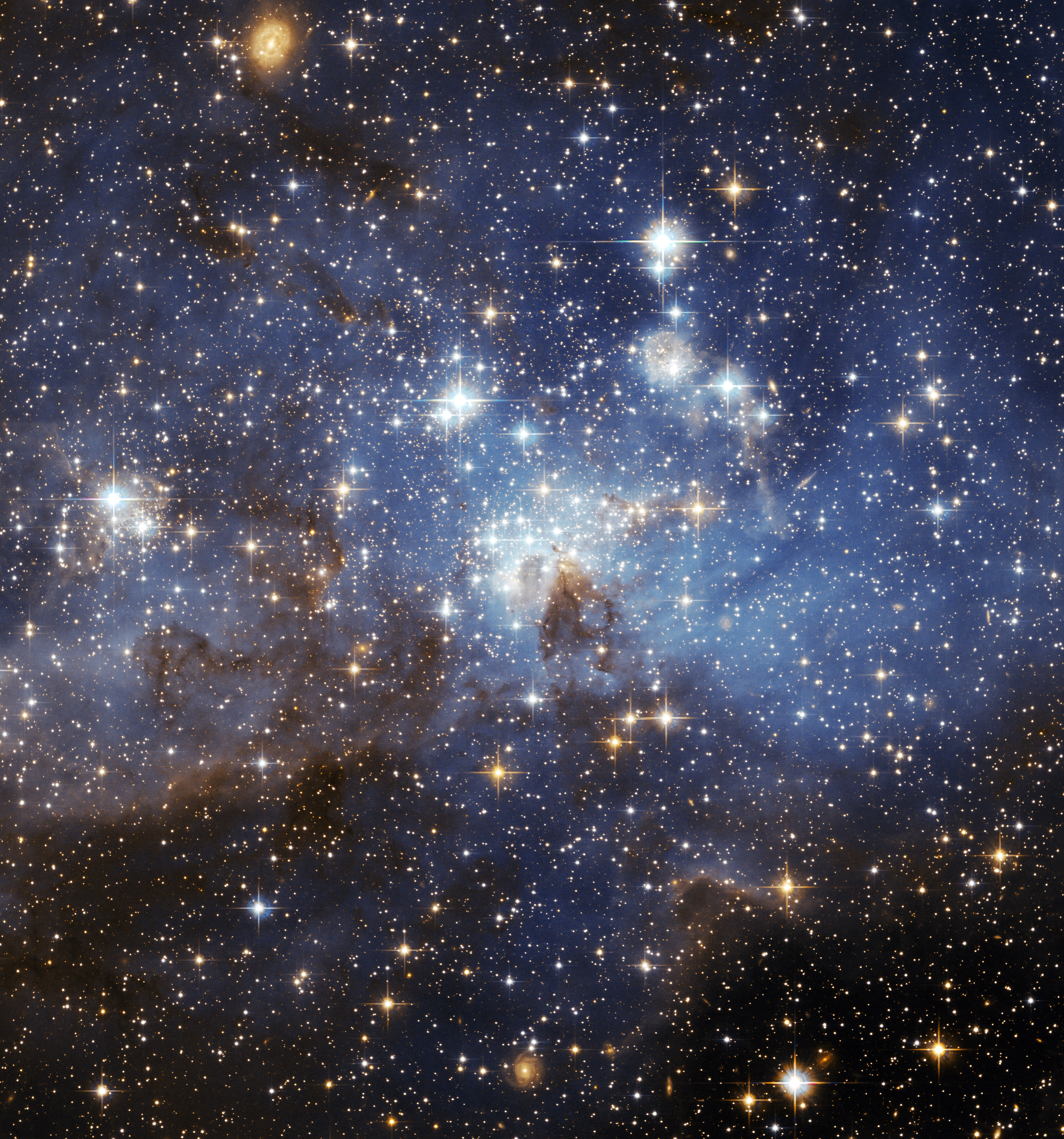
대마젤란 은하 내에 있는 항성 양성소 LH 95

새로 태어난 별들은 크기와 색이 제각각이다. 이들의 분광형은 뜨겁고 푸른 색에서부터 차갑고 붉은 색까지 걸쳐 있다. 질량은 최소 태양의 0.085배에서 최대 20배 이상까지 다양하다. 한 항성의 밝기와 색은 표면 온도에 달려 있으며, 이 차이를 결정하는 근본적인 요인은 질량이다.
새롭게 형성된 항성은 그 질량에 따라 헤르츠스프룽-러셀 도표의 주계열선 위에 한 곳에 자리잡는다. 이 위치에 따라 주계열 스펙트럼형이 결정된다. 질량이 작고 차가운 적색 왜성들은 수소를 천천히 태우면서 수백억 년, 심지어 수천억 년 이상 주계열에 머무른다. 반면, 질량이 크고 뜨거운 O형 항성, 초거성들은 수백만밖에 머무르지 못하고 주계열을 이탈한다. 태양과 같은 중간 질량의 황색왜성은 약 100억 년 동안 머무른다. 태양은 지금까지 일생의 절반 정도를 보낸 것으로 추측되며, 따라서 현재 주계열성 상태이다. 한 항성이 자신의 중심핵에 있던 수소를 다 소진하면, 주계열을 떠나기 시작한다.

## 성숙기
수십억 년이 흐른 뒤, 항성이 처음 태어날 때의 질량에 따라 수소가 헬륨으로 계속 치환되는 과정이 누적되면서 항성의 중심부에는 핵융합의 산물인 헬륨이 쌓이게 된다. 뜨겁고 밝은 별들은 차갑고 어두운 별들보다 빠르게 수소 핵융합을 일으켜 헬륨으로 바꾼다. 중심부에 쌓인 헬륨은 수소보다 밀도가 높기 때문에 중력으로 별을 수축시키며 핵융합의 빈도를 상승시킨다. 이러한 중력 수축에 대항하여 별의 형체가 붕괴되지 않기 위해서는 온도가 높아져야만 한다.
종국적으로 중심핵에 핵융합의 연료가 될 수소가 고갈되고, 수소 핵융합을 통해 만들어지는, 바깥쪽으로 팽창하여 중력 붕괴와 평형을 이루는 압력이 없어지면, 항성은 자신의 전자 축퇴압이 중력을 상쇄하기에 충분한 수준까지 쭈그러들거나, 또는 중심핵이 헬륨 핵융합을 일으킬 수 있는 온도인 약 1억 켈빈까지 가열된다. 둘 중 어떤 방향으로 진화되느냐는 항성의 질량에 달려 있다.

### 적색왜성
적색왜성은 항성 내부 전체에서 대류작용이 일어나 중심핵에 헬륨이 축적되지 않고 핵 외부의 수소를 끌어오며, 핵융합 반응도 훨씬 느리게 진행된다는 특징 때문에 현 우주(빅뱅 후 약 138억년 경과)에서는 수명을 다한 사례가 전혀 존재하지 않는다. 따라서 주계열성 단계에서 이탈하는 후주계열 진화는 컴퓨터 시뮬레이션을 통해서만 파악할 수 있다.
적색왜성은 다른 주계열성처럼 거대분자운에서 탄생하여 800억년 ~ 17조 5천억년이라는 기간을 주계열성 단계에서 버틸 수 있다. 이들이 주계열성 단계에서 이탈할 경우 질량에 따라 그 후기진화가 달라진다.
태양 질량의 25% 이상이라면 적색 거성이 되지만, 태양과 같이 무거운 주계열성이 진화한 결과 생성되는 적색 거성보다는 훨씬 작으며(적색 거성 단계의 태양은 그 지름이 2AU이지만, 적색왜성의 적색 거성은 태양 지름의 5~10배 정도) 점근거성가지 단계를 끝까지 밟지 못하고 바로 행성상성운으로 질량을 방출하고 헬륨 백색왜성이 된다. 태양 질량의 16~23% 사이라면 적색 거성 단계를 잠깐 거쳤다가 질량을 방출한 뒤 청색왜성이 된다. 태양 질량의 23% 질량인 적색왜성은 10억년을 청색왜성 단계에서 머무르고 7000~9500K의 표면 온도를 가진다. 말년에는 밝기가 태양 광도의 80%까지 올라가고 수소를 전부 소모하면 헬륨 백색왜성으로 변한다. 태양 질량의 16% 이하라면 항성의 밀도가 워낙 높아서 저밀도 외피층이 존재할 수 없어 적색 거성이 되지 못하고 바로 청색왜성으로 진화하는데 태양 질량의 16%인 적색왜성은 청색왜성 단계에서 50억년 동안 머무르며 4300~6100K의 표면온도를 가진다. 말년에는 분광형이 F9까지 상승하며 태양 광도의 3%까지 이르며 수소를 다 소모하면 백색왜성이 된다.

### 중간 정도 질량의 별

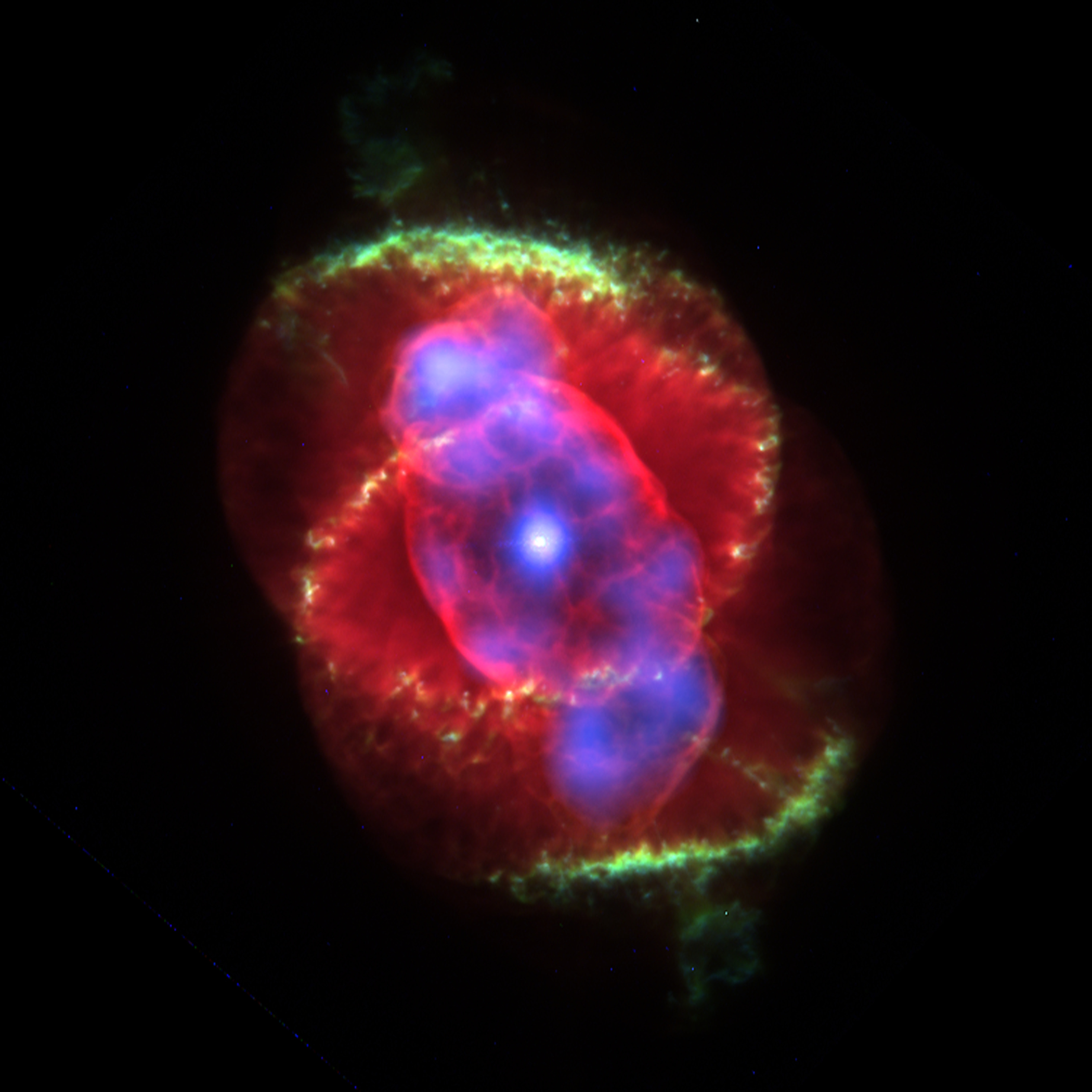
고양이 눈 성운은 태양과 비슷한 질량의 별이 죽음을 맞은 뒤 생겨난 행성상 성운이다.

중간 질량의 별에서는 중심핵 바깥쪽의 수소층에서 융합 작용이 빨라지면서 항성의 부피가 늘어나기 시작한다. 이로써 별의 외곽층은 항성 중심부로부터 멀어지게 되며 외곽층에 가해지는 중력이 약해지고, 빠르게 팽창하면서 수소의 밀도가 낮아져 핵융합 빈도가 줄어들면서 표면 온도가 내려가게 된다. 표면 온도가 내려가면서 항성은 주계열성 시절보다 붉게 보이게 된다. 이런 별들을 적색 거성으로 부른다.
헤르츠스프룽-러셀 도표에 따르면 적색 거성은 분광형 K 또는 M의, 거대한 비(非) 주계열성이다. 대표적 적색 거성으로 황소자리의 알데바란이나 목동자리의 아크투루스를 꼽을 수 있다.
태양 질량 수 배 정도까지의 별은 전자축퇴압의 도움을 받아 헬륨으로 이루어진 중심핵 구조를 발달시켜 가며, 그 위로는 수소가 포함된 여러 층이 형성된다. 항성의 중력 때문에 중심핵 바로 위 수소층은 압축되어 주계열성 시절보다 빠른 속도로 수소 핵융합이 일어나게 된다. 핵융합 속도가 빨라지면서 항성은 이전보다 훨씬 더 밝아지고(1,000 ~ 10,000배) 덩치도 커진다. 이때 밝기 변화가 표면적의 변화보다는 적기 때문에 단위 면적당 방출하는 빛의 양이 줄어들어, 유효온도는 내려간다.
이렇게 부풀어오른 항성 외곽부는 대류층으로 이루어져 있는데, 내부 물질들은 핵융합 반응이 일어나는 곳 근처부터 항성 표면에 이르기까지 대류를 통해 섞인다. 질량이 아주 작은 별들을 제외한 모든 별들은 나이가 들수록 핵융합의 산물이 항성 내부 깊은 곳에 축적되어 있는데, 이 시기에는 대류층을 통해 핵융합 산물을 항성 표면에서 볼 수 있다. 수소·헬륨의 동위원소에 일어나는 변화는 관찰이 불가능하기 때문에, 별의 조성에 일어나는 막대한 변화에도 불구하고, 관찰할 수 있는 변화는 아주 미미하다. CNO 순환의 효과로 항성 표면에서는 13C에 비해 12C의 비율이 낮아지고, 탄소와 질소 비율 변화 등이 관측된다. 이러한 변화 양상들은 분광 관측을 통해 감지할 수 있으며, 진화가 진행된 여러 늙은 별들에서 관측된 바 있다.
중심핵에 있는 수소는 핵융합 작용을 통해 헬륨으로 바뀌고 이 헬륨은 중심핵에 쌓이며, 핵은 더욱 압축되고, 남아 있는 수소 핵융합 속도는 더욱 빨라진다. 이로 말미암아 중심핵에서는 삼중 알파 과정을 포함한 헬륨 핵융합 작용이 시작된다. 태양 질량의 0.5배가 넘는 항성들 내부에서는 전자축퇴압 때문에 수백만 년에서 수천만 년 동안 헬륨 핵융합 작용이 일어나지 못한다. 반면 보다 무거운 별들의 경우, 헬륨이 누적된 핵과 그 위의 층을 합친 질량이 충분히 커져, 헬륨 핵융합 단계로 보다 빠르게 진입한다.

### 거대한 질량의 별
거대한 질량의 별은 수소를 빠르게 소모하면서 적색 초거성이나 극대거성으로 진화한다.
거대한 질량의 별들은 적색 초거성이나 극대거성으로 진화하면서 수소-헬륨-탄소-산소-네온-마그네슘-규소.... 순으로 핵융합을 한다. 마지막에는 철이 생성된다.
그런데 철을 융합하면 오히려 에너지를 써야 해서 융합하지 못하고 죽을 때 엄청난 속도로 압축되어 초신성또는 극초신성으로 폭발하며 철보다 무거운 원소를 생성하여 우주로 뿌리며 생을 마감한다.
대표적인 별로 리겔 등이 있다.

## 잔해

항성의 질량에 따른 진화 과정. 좌측 사이클은 저질량 항성을, 우측 사이클을 고질량 향성을 보여준다.

항성이 수명을 다하고 연료를 모두 소진하면, 그 잔해는 항성의 질량에 따라 세 가지 형태 중 하나로 진화한다.

### 백색 및 흑색 왜성
태양 질량 정도의 항성은 최종적으로 백색왜성으로 진화한다. 이 백색왜성은 태양 질량의 약 절반에 달하며, 지구 정도의 부피로 압축된다. 백색왜성은 전자의 축퇴압에 의해 안정적으로 유지된다. 이는 파울리 배타 원리에 의해 생기는 압력으로, 중력의 붕괴를 막는 역할을 한다. 전자 축퇴압은 항성의 추가적인 압축에 비교적 약한 저항을 제공하기 때문에, 같은 화학 조성을 지닌 백색왜성일수록 질량이 클수록 부피는 작아진다. 백색왜성은 더 이상 핵융합 연료가 없기 때문에, 단지 남아 있는 열을 수십억 년에 걸쳐 우주로 방출하면서 서서히 식는다. 백색왜성은 처음 형성될 때 표면 온도가 10만 켈빈이 넘으며, 내부는 그보다 훨씬 더 뜨겁다. 존재 초기 약 1,000만 년 동안은 중성미자 방출로 인해 많은 에너지를 잃으며, 10억 년이 지나면 대부분의 열을 방출한 상태가 된다.
백색왜성의 화학 조성은 항성의 초기 질량에 따라 달라진다. 질량이 태양의 약 8~12배에 이르는 항성은 탄소 융합을 일으켜 마그네슘, 네온, 그리고 소량의 다른 원소들을 만들며, 이 결과 산소-네온-마그네슘 중심의 백색왜성이 남는다. 단, 이러한 항성이 충분한 질량 손실을 겪어 찬드라세카르 한계 이하로 질량이 줄어들고, 탄소 점화가 초신성 폭발을 일으킬 만큼 격렬하지 않은 경우에 한한다. 태양 질량급의 항성은 탄소 융합을 일으키기에 충분한 온도와 압력을 만들지 못해, 탄소와 산소로 구성된 백색왜성을 남긴다. 이 경우에도 질량이 낮아 별 자체로는 붕괴하지 않지만, 이후 질량이 추가되면 상황이 달라질 수 있다. 반면 태양 질량의 절반 이하인 항성은 헬륨 융합조차 일으키지 못하므로, 주로 헬륨으로 이루어진 백색왜성을 형성한다. 가장 마지막에는 흑색왜성으로 변화한다. 그러나 이론상 우주의 나이가 흑색왜성을 가질만큼 오래 되지 않았기 때문에, 아직 관측된 바는 없다.

### 중성자별
일반적으로 원자는 대부분이 전자 구름으로 이루어져 있으며, 중심에는 아주 작은 원자핵이 있다. 크기로 따지자면, 원자가 축구 경기장 크기라면 그 중심의 원자핵은 먼지 크기에 불과하다. 그러나 초신성 폭발 등으로 항성 중심핵이 붕괴할 경우, 엄청난 압력으로 인해 전자와 양성자가 전자포획 반응을 통해 중성자로 융합된다. 이 과정에서 전자를 잃은 원자핵들은 서로를 밀어낼 힘을 잃고, 남은 중성자들은 밀도 높은 구체로 붕괴된다. 이는 거대한 원자핵과 비슷한 상태이며, 표면에는 얇은 축퇴 물질층이 존재한다(주로 철이지만 외부에서 다른 물질이 유입되면 조성이 달라질 수 있다). 중성자는 전자와 마찬가지로 파울리 배타 원리에 의해 서로를 밀어내므로, 더 이상 압축되는 것에 대한 반발력을 가져 균형 상태에 도입한다. 이러한 천체를 중성자별이라고 하며, 지름은 약 10km로 대도시 규모에 불과하지만, 밀도는 상상을 초월할 정도로 크다. 항성 붕괴로 인해 부피가 줄어들면 각운동량 보존 법칙에 따라 회전 속도는 극적으로 빨라진다. 실제로 중성자별의 자전 주기는 약 1.5밀리초(초당 600회 이상 회전)에서 수 초에 이르는 다양한 범위를 가진다.

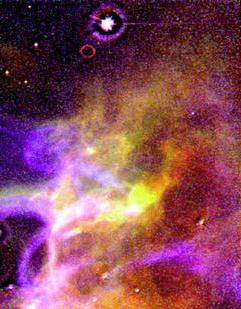
초신성 폭발 이후 15,000년이 지난 후인 지금까지도 성간물질이 밀려나고 있다.

중성자별이 고속으로 회전하면서 자기장이 지구를 향할 경우, 매 회전마다 지구에 전자기파가 도달하게 되어 관측할 수 있게 되는데 이를 맥동 형태로 감지할 수 있다. 이러한 중성자별을 펄사라 부르며, 최초로 발견된 중성자별 유형이기도 하다. 펄서에서 감지되는 전자기파는 일반적으로 전파이지만, 가시광선, X선, 감마선으로도 관측된 바 있다.

### 블랙홀
항성의 잔존 질량이 충분히 클 경우, 중성자 축퇴압조차 그 붕괴를 막지 못하고, 결국 슈바르츠실트 반경보다 작아지며 항성은 블랙홀로 붕괴한다. 이러한 현상이 일어나는 임계 질량은 정확히 알려져 있지 않으나, 현재는 약 2~3 태양질량 사이로 추정되고 있다.
블랙홀은 일반 상대성이론에 의해 예측된 천체로, 이 이론에 따르면 고전적인 조건에서는 블랙홀 내부에서 외부로 물질이나 정보가 전달될 수 없다. 다만 양자역학적 효과는 이 엄격한 경계를 일부 완화할 수 있는 가능성을 제시한다. 블랙홀의 존재는 이론적으로도, 천문학적 관측을 통해서도 강력하게 뒷받침되고 있다.
초신성의 중심붕괴 메커니즘은 아직 완전히 이해되지 않았기 때문에, 어떤 항성이 가시적인 초신성 폭발 없이 바로 블랙홀로 붕괴할 수 있는지, 또는 일부 초신성이 불안정한 중성자별을 거쳐 블랙홀로 전환되는지는 확실하지 않다. 항성의 초기 질량과 최종 잔해 사이의 정확한 관계 역시 여전히 불분명하다. 이와 같은 의문을 해결하려면 더 많은 초신성과 초신성 잔해에 대한 관측과 분석이 필요하다.

## 참고 문헌
- Hansen, Carl J.; Kawaler, Steven D.; Trimble, Virginia (2004). 《Stellar interiors: physical principles, structure, and evolution》 2판. Springer-Verlag. ISBN 0-387-20089-4.
- Prialnik, Dina (2000). 《An Introduction to the Theory of Stellar Structure and Evolution》. Cambridge University Press. ISBN 0-521-65065-8.
- Ryan, Sean G.; Norton, Andrew J. (2010). 《Stellar Evolution and Nucleosynthesis》. Cambridge University Press. ISBN 978-0-521-13320-3.

- Ekström, S.; Georgy, C.; Eggenberger, P.; Meynet, G.; Mowlavi, N.; Wyttenbach, A.; Granada, A.; Decressin, T.; Hirschi, R.; Frischknecht, U.; Charbonnel, C.; Maeder, A. (2012). “Grids of stellar models with rotation”. 《Astronomy & Astrophysics》 537: A146. arXiv:1110.5049. doi:10.1051/0004-6361/201117751. S2CID 85458919.
- Astronomy 606 (Stellar Structure and Evolution) lecture notes, Cole Miller, Department of Astronomy, University of Maryland
- Astronomy 162, Unit 2 (The Structure & Evolution of Stars) lecture notes, Richard W. Pogge, Department of Astronomy, Ohio State University